# Fadwa Tukan
Fadwa Tukan, arab. فدوى طوقان, Fadwá Ṭūqān (ur. 1 marca 1917 w Nablusie, zm. 12 grudnia 2003) – palestyńska i jordańska poetka.

## Życiorys
Pochodziła z zamożnej palestyńskiej rodziny z Nablusu. Odebrała tradycyjne wychowanie. Tworzyć poezję zaczęła pod kierunkiem starszego brata, poety, dramaturga i działacza politycznego Ibrahima. Drugi z jej braci, Ahmad, był jordańskim urzędnikiem, w 1970 był przez miesiąc premierem Jordanii.
W latach 1962–1964 studiowała na Uniwersytecie w Oxfordzie język i literaturę angielską. Pobyt w Wielkiej Brytanii wywarł na niej wielkie wrażenie; poetka wielokrotnie podróżowała również po innych krajach Europy i Bliskiego Wschodu.
Poezja Tukan zyskała szerszy rozgłos na świecie, gdy w latach 80. XX została przetłumaczona na język angielski. Fadwa Tukan stała się wówczas rozpoznawalna w arabskich i żydowskich środowiskach feministycznych, jak również wśród młodego pokolenia Amerykanów o korzeniach arabskich. Tukan otrzymała szereg nagród literackich w Jordanii, Włoszech i Grecji, zaś w 1990 - palestyńską Nagrodę Jerozolimską w dziedzinie Kultury i Sztuki. Jej twórczość wywoływała również kontrowersje. Palestyńczycy zarzucali jej powtarzanie nieuzasadnionych zarzutów Europejczyków pod adresem arabskich społeczeństw (w zakresie praw i pozycji kobiet), w Izraelu jej wypowiedzi na tematy polityczne wielokrotnie uznawano za stronnicze i niesprawiedliwe.
Nigdy nie wyszła za mąż, ani nie miała dzieci.

## Twórczość
Pierwszy tom wierszy Fadwy Tukan wydany został w 1946 i poświęcony był jej przedwcześnie zmarłemu pięć lat wcześniej bratu Ibrahimowi. Elegie o zmarłym bracie zaliczane są przez krytyków literackich do najlepszych utworów Tukan, którą w arabskim literaturoznawstwie zestawia się z poetką okresu przedislamskiego Al-Chansą, mimo znaczących różnic w sposobie konstruowania i treści utworów. W odróżnieniu od Al-Chansy Fadwa Tukan skupia się na własnych uczuciach, które ogarniały ją po śmierci Ibrahima, buntuje się przeciwko przeznaczeniu i nieuchronnej śmierci, nie wychwala zalet zmarłego.
W kolejnych dwóch wydanych dywanach poetka zawarła przede wszystkim wiersze miłosne, obrazujące uczucia młodej kobiety, jej życiowe rozterki i przeżywane rozczarowania. Wydany w 1952 dywan Sama z dniami opisywał samotność i odosobnienie młodej kobiety, pozbawionej przyjaciół, pragnącej miłości, lecz zamiast tego doznającej kolejnych rozczarowań i cierpienia. Ostatecznie podmiot liryczny zawartych w zbiorze utworów znajduje pocieszenie w otaczającej ją przyrodzie. Obraz kobiety kochającej, cierpiącej, zagubionej i pogrążonej w cierpieniu zawarty został także w opublikowanym pięć lat później dywanie Znalazłam ją. Do tematyki miłosnej Fadwa Tukan powróciła także w dywanie Dajcie nam miłość z 1960, poruszając tematy smutku, tęsknoty, rozłąki, zastanawiając się nad sensem miłości, która prowadzi do cierpienia.
Stale powracającym tematem jej twórczości były również dzieje i bieżąca sytuacja Palestyńczyków: powstania Izraela, I wojny izraelsko-arabskiej, masowa ucieczka ludności arabskiej z Palestyny, doświadczenie życia na uchodźstwie, walce partyzantów palestyńskich. Wiersze o tematyce politycznej znalazły się w każdym z pierwszych czterech tomów poezji Tukan. Poetka łączyła tragedię Palestyńczyków z osobistym dramatem, jakim była śmierć ukochanego brata. Stosując tradycyjne formy kasydy i klasycznej ody, Fadwa Tukan potępiała niesprawiedliwość i krzywdę poniesioną przez Palestyńczyków. Tradycyjne arabskie wzorce poetyckie początkowo dominowały w jej twórczości, z czasem wymiennie z nimi zaczęła stosować nowe środki wyrazu, co sprawia, że zalicza się ją do twórców awangardowych.
Z tematyki politycznej Tukan zrezygnowała całkowicie w dywanie Przed zamkniętymi drzwiami, w którym opisywała wrażenia z pobytu w Wielkiej Brytanii. Powróciła do niej po wojnie sześciodniowej, gdy jej rodzinny Nablus razem z całym Zachodnim Brzegiem Jordanu znalazł się pod izraelską okupacją. Ponownie Tukan czerpała inspirację z bieżących wydarzeń, opisując w swojej poezji życie Palestyńczyków na okupowanym terytorium. Wydany w 1969 dywan Noc i rycerze poświęciła w całości palestyńskim partyzantom.
Fadwa Tukan występowała również z krytyką społeczeństwa arabskiego, w szczególności sposobu traktowania w nim kobiet.
W 1990 wydana została jej autobiografia.